# Секретёв, Пётр Иванович
Пётр Ива́нович Секретёв (25 февраля 1877, Одесса — 28 октября 1935, Париж) — генерал-майор Русской императорской армии. Наиболее известен как первый командир 1-й Учебной автомобильной роты, пионер механизации русской армии.

## Биография
Из донских казаков. Родился в Одессе.
Окончил Донской кадетский корпус и Николаевское инженерное училище (1897 год, по 1-му разряду). Выпущен офицером в 15-й саперный батальон. Был участником русско-японской войны 1904—1905.
Затем учился в Варшавском политехническом институте, но не окончил курс. Закончил Киевский политехнический институт.
29 мая 1910 года император Николай II подписал указ о создании в инженерных войсках учебной автомобильной роты. Она дислоцировалась в Санкт-Петербурге в казармах на Фонтанке, 90. Возглавил роту капитан П. И. Секретёв, приступивший к её формированию 11 сентября 1910 года. Рота была сформирована 9 октября 1910 года по штату № 5, высочайше утверждённому 16 мая 1910 года. В неё входили 37 нижних чинов и 5 офицеров. Техническое имущество состояло из одного автомобиля Лорен-Дитрих.
В январе 1915 года учебная авторота была преобразована в Военную автомобильную школу. П. И. Секретёв был назначен её начальником.
Начальник первой в России Военной автомобильной школы (15.01.1915—1917). В автомобильной школе с 1915 по 1917 год проходил военную службу поэт Владимир Маяковский, которого устроил туда Максим Горький. 31 января 1917 года Маяковский получил из рук Секретева серебряную медаль «За усердие».
В 1917 Секретев — Начальник автомобильных частей Русской армии. В дни Февральской революции отказался предоставить командующему Петроградским военным округом генералу Хабалову броневики для подавления выступлений. Входил в руководство Военной комиссии Государственной Думы, где произошел конфликт с членом Петросовета Ворошиловым.
3 марта 1917 года В. Маяковский возглавил отряд из 7 солдат, который арестовал командира Учебной автомобильной школы генерала П. И. Секретева. Как человек, близкий в своё время к Распутину, арестованный был доставлен в Петропавловскую крепость и помещён в камеру № 54 Трубецкого бастиона, где и содержался с 03.03.1917 по 31.10.1917.
Осенью 1919 эмигрировал во Францию. Работал в автомобильной промышленности. Состоял инспектором для связи с иностранными организациями на заводе «Панар и Левассер». Создал в Париже русскую автомеханическую школу и технические курсы. Инициатор создания в 1930 русских Высших военно-инженерных курсов в Париже, которые работали по программе Николаевской Инженерной академии. Преподавал на курсах. 30.10.1935 состоялась защита дипломных работ последней группы слушателей курсов (закончили своё существование в 1935). Преподавал на Высших военно-научные курсах генерал-лейтенанта Н. Н. Головина в Париже. Председатель Союза технических войск. Основал «Казачий Дом» с приемным покоем, общежитием и библиотекой. Скончался от инфаркта миокарда. Похоронен 30.10.1935 года на кладбище Сент-Женевьев-де-Буа.

## Награды
- Награждён орденами Св. Станислава 3-й степени, Св. Анны 3-й степени, Св. Станислава 2-й степени с мечами (1906); Св. Владимира 4-й степени (1912); Св. Владимира 3-й степени (1914), а также светло-бронзовой медалью в память русско-японской войны 1904—1905, медалью в память 100-летнего юбилея Отечественной войны 1812, медалью в память 300-летия дома Романовых, офицерским крестом французского ордена Почётного легиона, итальянским орденом Короны 2-й степени, бухарским орденом Золотой Звезды 3-й степени.